# Крым (роман)
«Крым» — роман Александра Проханова, журналиста, писателя, главного редактора газет «День» и «Завтра». Изданный в издательстве «Центрополиграф» в 2014 году.

## Описание
По издательской аннотации герой романа «Крым» Евгений Лемехов — воплощение современного государственника, одержимого идеей служения отечеству. В своем горении он преступает через глубинные духовные заповеди, за что получает страшный удар судьбы, который ранит, казнит, испепеляет всю его жизнь и сбрасывает на самое дно. Но герой не гибнет. Потеряв всё: все свои святыни и ценности, потеряв дар речи, Лемехов оказывается в поле таинственных духовных сил, какие реют в сегодняшней России. И они воскрешают героя, дают новый образ, новые смыслы, направляют в грядущее. Этим грядущим для Лемехова становится фантастическое русское чудо, фантастическое русское богоявление, имя которому — Крым.
Роман «Крым» — ответ художника на вызовы грохочущей, стреляющей, оплавленной истории, свершающейся на наших глазах.
Как считает сам Проханов «Присоединив Крым и вместе с ним Херсонес, Россия второй раз крестилась. И, несмотря на то, что Херсонес находится в севастопольских объятиях, а не в симферопольских, мне кажется, вообще нелепо разделение „на Севастополь“ и „на Симферополь“. Это одна судьба, одна территория, одна стратегия, одни и те же люди. Думаю, что крымская мечта связана с Херсонесом — с этой могучей, таинственной энергией, которая когда-то пролилась на Россию, сделала её государством и продолжает изливаться. Потому что святые места не остывают. Они, однажды раскалившись, это тепло несут до бесконечности. И Крым обладает колоссальным ресурсом. Его ресурс — это и не море, и не виноград, и не солнце».

## Критика
Как считает Шамиль Керашев «Крым» при этом совсем не односложен и, вопреки первым впечатлениям, совсем не ограничивается талантливо пересказанной политической хроникой нынешней России. Повесть об успешном государственнике — какой бы вдохновенно написанной и полной интересных деталей она ни была — лишь одна из его составляющих. Проханов умеет преподносить сюрпризы не только на телевизионных подмостках и в радиоэфирах.
По мнению Владимира Веретенникова в романе «Крым» «Проханов выложился, наконец-то, в полную силу — и после нескольких добротных, но не самых выдающихся своих книг, выдал нечто, способное встать вровень с самыми лучшими образцами его творчества. Показательно, что вдохновенный „Крым“ выходит в годину тяжких испытаний, от исхода которых зависит дальнейшая судьба русского народа»
Как считает Лев Данилкин "То, что выглядит как написанный с колес роман о воссоединении с Крымом, на самом деле — очередной автопортрет А.А.П. на фоне современного политического пейзажа. Главный герой — некто, внешне похожий на Д.Рогозина (но по сути все же сам автор): молодой вице-премьер, курирующий в правительстве ВПК, любимец президента и, по всему выходит, его преемник. Он ездит по «уцелевшим в камнедробилке недавних лет» заводам, принимает новое оружие, летает в Дамаск к Башару Асаду, выстраивает в беседах с философами идеологию России; однако в какой-то момент его карьера — и заодно «дерзновенный космический проект» — рушится из-за интриг. «Крым» здесь — всего лишь греза о будущем, территория надежды, место, где воскреснет душа. Эксперименты Проханова с «галлюцинозом» (по образцу «Гексогена») и сатирой (как в «Теплоходе „Иосиф Бродский“») закончены или временно заморожены; сплошные «нравственные искания», «лирическая стихия», поэтический репортаж, классический прохановский «симбиоз архаики и футурологии»; такой, пожалуй, могла бы быть самая первая книга А.А.П. — «Иду в путь мой» — если б она была опубликована не в 1971-м, а в 2014 году".
Александр Гамов пишет: Когда я листал эту книгу, я все время искал в ней слово «Крым», и долго не находил, и только в самом конце романа, в третьей части дважды на него наткнулся. И я понял, что напрасно искал именно это слово и что-то, что напрямую связано с этим названием, с этим понятием, с этой географической точкой. Что я напрасно прямолинейно полагал, что роман занимательно и увлекательно расскажет мне историю завоевания Россией этого цветущего края, историю драматических событий удержания его от разнообразных интервенций и светлую картину чудесного возвращения под крыло России.